# Pascoag
Pascoag – jednostka osadnicza w Stanach Zjednoczonych, w stanie Rhode Island, w hrabstwie Providence.